# Francesco Reda

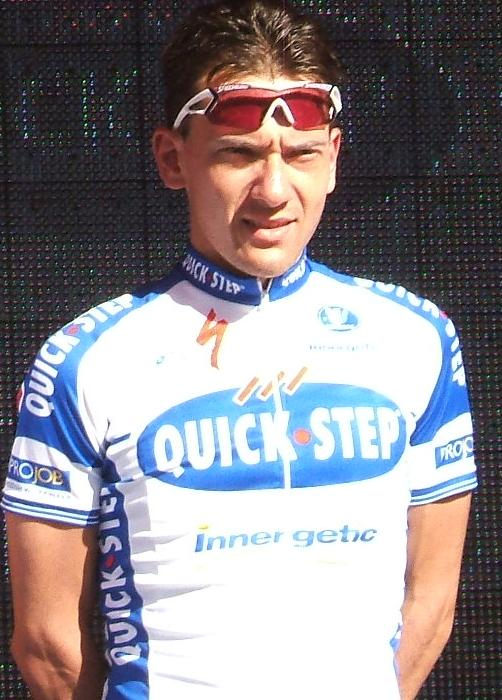
Francesco Reda bei der Tour Down Under 2009

Francesco Reda (* 19. November 1982 in Cosenza) ist ein italienischer Radrennfahrer.

## Karriere
Nachdem Francesco Reda in der Saison 2006 gewann er eine Etappe beim Giro Ciclistico della Provincia di Cosenza gewann wurde Reda 2007 beim italienischen Professional Continental Team OTC Doors-Lauretana. Sein erstes gutes Resultat als Profi war der vierte Platz bei der Tour du Haut-Var. In der Saison konnte Reda bei den italienischen Halbklassikern Trofeo Matteotti und Giro di Romagna jeweils den zweiten sowie bei Coppa Agostoni den dritten Platz belegen.
2008 wechselte Reda zum belgischen ProTeam Quick Step und konnte seitdem nicht mehr an diese individuellen Erfolge anknüpfen. Er bestritt zwischen 2009 und 2011 dreimal den Giro d’Italia und einmal die Tour de France. Den Giro beendete er zweimal: 2009 als 139. und 2011 als 134.
Reda erhielt eine Dopingsperre vom 21. Juni 2013 bis zum 20. Juni 2015, weil er mehrere Trainingskontrollen verpasst hatte. Die Sperre wurde auf neun Monate reduziert, so dass er nach Bekanntgabe der Entscheidung im September 2014 wieder starten durfte. Während der italienischen Meisterschaften im Juli 2015, nur wenige Monate nach seinem Comeback, wurde er positiv auf EPO getestet. Im Februar 2016 wurde Reda vom italienischen Anti-Doping-Tribunal für acht Jahre gesperrt.

## Erfolge
2006
- eine Etappe Giro Ciclistico della Provincia di Cosenza

2015
- Trofeo Edil C
- eine Etappe An Post Rás

## Teams
- 2007 OTC Doors-Lauretana
- 2008 NGC Medical-OTC Industria Porte
- 2009 Quick Step
- 2010 Quick Step
- 2011 Quick Step
- 2012 Acqua & Sapone
- 2013 Androni Giocattoli-Venezuela
- 2014 suspendiert
- 2015 Team Idea